# 谷奥昭弘
谷奥 昭弘（たにおく あきひろ、1943年〈昭和18年〉6月28日 - ）は、日本の政治家。元奈良県桜井市長（1期）。

## 経歴
奈良県出身。奈良県立短期大学卒。国会議員秘書を経て、桜井市議会議員、同議長を務める。
1999年桜井市長選挙に立候補し、28年ぶりの選挙戦となったが、現職の長谷川明に敗れる。4年後の2003年に再び立候補するが現職の長谷川に敗れた。2007年の市長選挙に立候補し、無投票で当選する。市長を1期務め、2011年に再選を目指したが、市内にある農業型テーマパーク「卑弥呼の庄」への対応が争点となり、元奈良県議会議員の松井正剛に敗れ、落選した。